# Mario
Mario är en spelfigur som ursprungligen lanserades 1981 i spelet Donkey Kong. Mario skapades av Shigeru Miyamoto och gick i spelet Donkey Kong under namnet Jumpman. Mario fick sitt namn efter italienaren Mario Segale, som hyrde ut lokaler till företaget Nintendo. Då Mario äter en Super Mushroom (svamp), som gör honom större, går han istället under namnet Super Mario.
Mario bor i Mario Land, på sin egen ö, som ligger i Mushroom World, den fiktiva värld som de flesta av Nintendos TV-spelsfigurer kommer ifrån. Han har även ett litet hus i grannlandet Mushroom Kingdom. Han får ofta rädda Mushroom Kingdoms prinsessa, Peach, som kidnappas av den onde kung Bowser, härskaren i grannlandet Dark Land.

## Yrke
I debutspelet är Mario en snickare men i spelet Mario Bros har Mario istället blivit VVS-montör. Mario har även jobbat som läkare i Dr. Mario, som tennisspelare i Mario Tennis och golfspelare samt är skicklig på att manövrera olika fordon som bilar, motorcyklar och ubåt utan svårigheter samt verkar ha flygcertifikat då han i Super Mario Land manövrerar flygplan i level 4-3.

## Utseende

Marios symbol som syns på hans mössa.

Mario bär en röd tröja, blåa arbetsbyxor (i äldre spel blå tröja och röda byxor), vita handskar och en röd mössa med ett stort M på. Han har en svart, yvig mustasch. När Mario hittar vissa föremål i olika spel förändras dock dräkten, till exempel blir Marios tröja och mössa vit när han hittar en Fire Flower (eldblomma).

## Familj
Mario har en yngre tvillingbror vid namn Luigi, som till skillnad från Mario bär en grön arbetsdräkt. Mario antas även vara kusin med antagonisterna Wario och Waluigi.
Mario är också nära vän med Toad och Yoshi.

## Biografi

### TV-spel
Mario och Luigi har haft huvudrollerna i många tv-spel, framför allt i plattformsspel. I spelet Super Mario World 2: Yoshi's Island från 1995 syntes Baby Mario och Baby Luigi, Mario och Luigi som bebisar, första gången.

### Filmatiseringar
1993 släpptes spelfilmen Super Mario Bros. med Bob Hoskins i titelrollen och Samantha Mathis som Prinsessan Daisy.
2023 släpptes en animerad Super Mario Bros-film, med Chris Pratt som gör titelrösten. Filmen producerades av Illumination.

### TV-serier
Mario har även medverkat i ett flertal animerade amerikanska tv-serier. Samtliga serier består av avsnitt som, utan reklam är ungefär 22 minuter långa. De sändes regelbundet på amerikanska Cartoon Network och sedan köptes serien in av Fox Kids/Jetix strax efter millennieskiftet där den sändes regelbundet då dubbad till svenska fram till 2003.

### Anime
1986 fick filmen Super Mario Bros: Peach-hime Kyushutsu Dai Sakusen (översatt Super Mario Bros: Det stora uppdraget att rädda prinsessan Peach) premiär på japanska biografer. 
Tre år senare, 1989, släpptes en OVA-anime i tre 15 minuter långa avsnitt. Figurgalleriet hämtades från Super Mario Bros. 3, och filmerna återberättar klassiska sagor - däribland Snövit.

### Tecknade serier

#### Super Mario Bros.
Serien baserades på den animerade Mario-serien i tv-serien Super Mario Bros. Super Show/Club Mario. Den gick som huvudserie i den amerikanska serietidningen Nintendo Comics System, producerad av Valiant Comics under året 1990–1991. Nintendo Comics System omfattade även serier baserade på The Legend of Zelda, Kapten N i Game Boylandet, Super Mario Land, Metroid och Punch Out, och i Sverige publicerades serierna från Nintendo Comics System i Nintendo-Magasinet.

#### Super Mario Adventures
Huvudartikel: Super Mario Adventures
Mangaserien Super Mario Adventure skapades av Tamakichi Sakura för den amerikanska tv-spelstidningen Nintendo Power. I Sverige publicerades den i Nintendo-Magasinet, som dock lades ned innan hela serien publicerats.

## Övrigt
I spelfilmen heter Mario "Mario" i både för- och efternamn. Detta stämmer inte enligt Nintendo, utan bröderna heter bara Mario och Luigi.